# Rock DJ
Rock DJ ist ein Lied des britischen Popsängers Robbie Williams aus dem Jahr 2000.

## Entstehung und Veröffentlichung
Das Lied wurde vom Interpreten selbst, zusammen mit Kelvin Andrews, Guy Chambers, Ekundayo Paris und Nelson Pigford, geschrieben beziehungsweise komponiert. Chambers zeichnete darüber hinaus für die Produktion verantwortlich.
Die Erstveröffentlichung von Rock DJ erfolgte als Single am 31. Juli 2000. Am 25. August 2000 erschien das Lied als Teil von Williams’ dritten Studioalbum Sing When You’re Winning.

## Musikvideo
Das Musikvideo zu Rock DJ entstand unter der Regie von Vaughan Arnell. Es zeigt Williams – teilweise als Computeranimation – wie er in einer Diskothek tanzend strippt, sich zunächst seine Haut vom Körper entfernt, diese in die Menge wirft und sich schließlich seine Muskeln abreißt, bis er nur noch als Skelett zu sehen ist. Das Musikvideo zog öffentliches Aufsehen in den Medien nach sich und die Fernsehsender MTV, VIVA und BBC boykottierten die Ausstrahlung. Bis August 2023 zählte das Video über 102 Millionen Aufrufe bei YouTube und wurde von der Videoplattform als nicht jugendfrei eingestuft.

## Kommerzieller Erfolg

### Chartplatzierungen
| ChartsChartplatzierungen     | Höchstplatzierung | Wochen |
| ---------------------------- | ----------------- | ------ |
| Deutschland (GfK)            | 9 (12 Wo.)        | 12     |
| Österreich (Ö3)              | 7 (11 Wo.)        | 11     |
| Schweiz (IFPI)               | 9 (22 Wo.)        | 22     |
| Vereinigtes Königreich (OCC) | 1 (24 Wo.)        | 24     |

| ChartsJahrescharts (2000)    | Platzierung |
| ---------------------------- | ----------- |
| Deutschland (GfK)            | 78          |
| Schweiz (IFPI)               | 59          |
| Vereinigtes Königreich (OCC) | 5           |

### Auszeichnungen für Musikverkäufe
| Land/Region                  | Auszeichnungen für Musikverkäufe (Land/Region, Auszeichnung, Verkäufe) | Verkäufe  |
| ---------------------------- | ---------------------------------------------------------------------- | --------- |
| Australien (ARIA)            | Platin                                                                 | 70.000    |
| Neuseeland (RMNZ)            | Platin                                                                 | 30.000    |
| Spanien (Promusicae)         | Gold                                                                   | 30.000    |
| Vereinigtes Königreich (BPI) | 2× Platin                                                              | 1.200.000 |
| Insgesamt                    | 1× Gold · 4× Platin ·                                                  | 1.330.000 |

Hauptartikel: Robbie Williams/Auszeichnungen für Musikverkäufe